# Voilemont
 Voilemont  es una comuna y población de Francia, en la región de Champaña-Ardenas, departamento de Marne, en el distrito y cantón de Sainte-Menehould.
Su población en el censo de 1999 era de 44 habitantes.
No está integrada en ninguna Communauté de communes u organismo similar.

## Demografía
| 66 | 68 | 54 | 46 | 36 | 44 |
| Para los censos de 1962 a 1999 la población legal corresponde a la población sin duplicidades (Fuente: INSEE [Consultar]) |    |    |    |    |    |